# Dean Koontz
Dean Koontz (Everett, 9 de julho de 1945) é um escritor dos Estados Unidos da América.

## Biografia
Nasceu na Pensilvânia e estudou no Shippenburg State College. Antes de dedicar-se à literatura trabalhou como instrutor de meninos problemáticos e como professor de inglês.
Suas obras foram traduzidas em todo mundo, com mais de duzentos milhões de exemplares vendidos; várias delas foram levadas à tela. Suas novelas figuram invariavelmente nos primeiros postos dos livros mais vendidos. 14 livros do autor conseguiram chegar na lista de best-sellers do  The New York Times (The New York Times Best Seller list).
Na atualidade vive no sul de Califórnia.
Algumas de suas obras: A Casa do Mal, Esconderijo, Fantasmas, Fogo Frio, O Guardião, Intrusos, Meia Noite entre várias outras exploram desde o gênero policial, até o horror macabro. Em outubro de 2010 a Editora prumo lançou no Brasil o primeiro livro da trilogia Frankenstein, e lançou o segundo em 2011.

## Obras (parcial)
Lista completa na wikipedia em inglês: en:Dean Koontz bibliography

### Série Mike Tucker
- Blood Risk (1973)
- Surrounded (1974)
- The Wall of Masks (1975)

### Série Moonlight Bay
- Fear Nothing (1998)
- Seize the Night	(1999)

### Série Odd Thomas
- Odd Thomas (2003)
- Forever Odd (2005)
- Brother Odd (2006)
- Odd Hours (2008)
- Odd Interlude (novela) (2012)
- Odd Apocalypse (2012)
- Deeply Odd (2013)
- Odd Thomas: You Are Destined to Be Together Forever	(novela) (2014)
- Saint Odd (2015)

### Série Frankenstein
- Prodigal Son (2005)
- City of Night (2005)
- Dead and Alive (2009)
- Lost Souls (2010)
- The Dead Town (2011)

### Série Jane Hawk
- The Silent Corner (2017)
- The Whispering Room (2017)
- The Bone Farm (2018) novela
- The Crooked Staircase (2018)
- The Forbidden Door (2018)
- The Night Window (2019)

### Livros independentes
- Dragon Tears (1993) - em Portugal: Lágrimas de Dragão (Publicações Dom Quixote)
- Intensity (1996) - em Portugal: Intensidade (Editorial Notícias)
- From the Corner of His Eye (2000) - em Portugal: O Olhar Oblíquo do Mal (Gradiva Publicações)
- The Husband (2006) - em Portugal: O Marido (Humanity's Friends Books)
- Velocity (2009) - em Portugal: Contra o Tempo (Humanity's Friends Books)
- Ashley Bell (2015) - em Portugal: Ashley Bell (Zero a Oito)